# Rich Brian
Брайан Имануэль, известный как Rich Brian (ранее Rich Chigga, Brian; род. 3 сентября 1999, Джакарта) — индонезийский рэпер
, продюсер и автор песен. Наиболее известен своим вирусным дебютным синглом Dat $tick, который был впервые выпущен в феврале 2016 на его YouTube канале. Сингл был сертифицирован золотом RIAA. Дебютный альбом Amen, достиг своего максимума в номере 18 на Billboard 200.

## Ранняя жизнь
Имануэль родился 3 сентября 1999 в Джакарте, Индонезия. Имеет китайско-индонезийское происхождение. Он самый младший среди четырёх братьев и сестер. Брайан был воспитан в Западной Джакарте в районе среднего и низкого класса, несмотря на то, что его отец был адвокатом. У него никогда не было формального образования и большую часть времени он помогал в кафе своим родителям, когда он учился на дому.
В 2010 году, когда он рос в Индонезии, Брайан начал свою карьеру в социальных сетях, когда ему было 11 лет. И когда ему на руки попал кубик рубик он не мог его решить, тогда он воспользовался компьютером родителей что бы найти стратегии для его быстрого решения. Так он открыл для себя YouTube. позже он также нашел и присоединился к Твиттеру в августе 2010 года, когда ему было чуть меньше 11 лет. Это в конечном итоге привело его к созданию видеоконтента, включая темные комедийные эскизы в Twitter. Он перешел на платформу Vine, когда ему было 15, и начал публиковать ежедневные видеоролики. Брайан, который в то время говорил только на индонезийском, научился говорить по-английски, просматривая видео на YouTube и слушая треки рэпперов, таких как Childish Gambino, 2 Chainz, Macklemore и Tyler, the Creator.
Брайан начал слушать музыку в жанре хип-хоп в 2012 году, тогда американский друг, которого он знал в интернете, показал ему трек «MACKLEMORE & RYAN LEWIS — THRIFT SHOP». Так Брайан начал углубляться в жанр, открывая сначала Drake, 2 Chainz, Kanye West и Logic. Брайан написал свой первый трек в 2014 и записал на микрофон от телефона, под инструментал созданный MF Doom.
Брайан первоначально хотел стать кинооператором в Лос-Анджелесе, отказавшись от своей музыкальной карьеры.

## Карьера

### начало карьеры 2015—2016
Брайан начал свою карьеру под псевдонимом Rich Chigga и выпустил свой дебютный трек под названием «Living the Dream» 17 июля 2015 года на своем аккаунте YouTube, Песня была спродюсирована DJ Smokey. Затем Брайан опубликовал свой дебютный сингл «Dat $tick» 22 февраля 2016 года. Трек получил международный успех после того, как было выпущено видео с реакция американских рэперов: Ghostface Killah, 21 Savage, Tory Lanez, MadeinTYO, Desiigner и многие другие. Официальное музыкальное видео для трека было загружено на его учетную запись в Youtube, клип просмотрели более 100 миллионов раз. «Dat $tick» затем достиг пика заняв четвертое место в Bubbling Under R&B/Hip-Hop Singles.
Затем Брайан выпустил свой второй сингл под названием «Who That Be» в iTunes, 9 августа 2016. Песня была спродюсирована Sihk’ом. Позже вышел ремикс сингла «Dat $tick», в котором по участвовали Ghostface Killah и Pouya.
Позже Брайан выпустил свой третий сингл «Seventeen» в SoundCloud он также быстро превзошел миллион просмотров на YouTube

### 2017 — настоящее время:Amen
22 февраля 2017 Брайан совместно с ZHU, SKRILLEX и THEY выпустил трек «Working For It»
7 июня 2017 Брайан вместе с Diplo, Young Thug и Rich the Kid выпустил трек Bankroll. Первоначально в песне должен был быть Джастин Бибер но из-за того, что у Бибера уже были эксклюзивный с DJ Khaled «I’m the One» и David Guetta «2U» примерно в то же время, когда Diplo выпустил «Bankroll», Diplo был вынужден удалить оригинал из своей учетной записи SoundCloud. Diplo заменил стих Бибера стихом Брайана.
Брайан начал свой первый тур в США в апреле 2017 года и заключив в мае того же года. В мае 2017 года Брайан выпустил сингл «Gospel» совместно с XXXTentacion и Keith Ape. Песня была выпущена на 88rising. Сингл имеет 35 миллион просмотров на YouTube по состоянию на ноябрь 2018 года. На данный момент это второе самое просматриваемое видео на канале 88rising, после трека «Glow Like Dat» у которого 63 миллиона просмотров.
Брайан получил награду на 4-й индонезийской премии, в качестве прорывного артиста года в мае 2017 года. Брайан объявил о своем дебютном альбоме в интервью для журнала XXL, сказав: «Я работаю над дебютным альбомом, и есть серьезные песни и некоторые комедийные, но серьезным песням я уделяю больше своего внимания». В интервью Брайан так же сказал, что большую часть своего пребывания в Лос-Анджелесе, штат Калифорния, работал над своим дебютным альбомом.
15 августа 2017 года на канале 88rising, Брайан выпустил сингл «Glow Like Dat». Затем объявил тур, который начался 9 сентября и закончился 21 ноября под названием «Come to My Party Tour».
Брайан выпустил сингл «Chaos» в октябре и «Crisis» с участием 21 Savage в ноябре 2017 года. 19 декабря 2017 года Брайан объявил в Twitter что выпустил свой дебютный студийный альбом Amen, 2 февраля 2018 года.
1 января 2018 года Брайан официально сменил свой псевдоним от Rich Chigga до Brian с выпуском сингла «See Me». Шесть дней спустя он снова сменил свое псевдоним на Rich Brian. 2 февраля 2018 года альбом Amen вышел. Amen сделал его первым азиатским музыкантом, который достиг первого места в хит-параде iTunes Hip Hop.
Совместный сингл Брайана, Kris Wu и Joji, «18» с участием Trippie Redd и Baauer, был выпущен 16 января 2018 года. Клип на сингл вышел 18 января 2018 на YouTube канале журнала Complex
20 июля 2018 Вышел сборник лейбла 88rising под названием «Head in the Clouds», для которого Браян написал песню «History» вышедшая как сингл 18 июля 2018. А так же Брайан принял участие в трех треках с альбома, «Midsummer Madness» при участии Joji, Higher Brothers и August 08 вышедший 7 июня 2018, в треке «Red Rubies» при участии Don Krez, Yung Pinch, Higher Brothers и Yung Bans, и в треке «Disrespectin» при участии August 08 и Higher Brothers. Альбом вышел 20 июля 2018.
10 октября 2018 вышло музыкальное видео на песню «History»

## Дискография

### Студийные альбомы
| Название   | Детали                                                                                                | Пиковые позиции в чартах | Пиковые позиции в чартах | Пиковые позиции в чартах | Пиковые позиции в чартах | Пиковые позиции в чартах | Пиковые позиции в чартах | Пиковые позиции в чартах | Пиковые позиции в чартах | Пиковые позиции в чартах | Пиковые позиции в чартах |
| Название   | Детали                                                                                                | AUS                      | BEL (FL)                 | CAN                      | NLD                      | NZ                       | UK                       | UK R&B                   | US                       | US R&B /HH               | US R&B                   |
| ---------- | --- | ------------------------ | ------------------------ | ------------------------ | ------------------------ | ------------------------ | ------------------------ | ------------------------ | ------------------------ | ------------------------ | ------------------------ |
| Amen       | - Релиз: 2 февраля 2018 - Лейбл: 88rising Music, Empire - Формат: Цифровая дистрибуция, стриминг      | 27                       | 108                      | 18                       | 61                       | 30                       | 87                       | 27                       | 18                       | 11                       | 8                        |
| The Sailor | - Релиз: 26 июля 2019 - Лейбл: 88rising Music, 12 Tone Music - Формат: Цифровая дистрибуция, стриминг | 77                       | —                        | 74                       | 89                       | 27                       | —                        | —                        | 62                       | 31                       | —                        |

### Синглы

#### В качестве ведущего исполнителя
| Название                                                   | Год  | Пиковые позиции в чартах | Пиковые позиции в чартах | Сертификаты     | Альбом             |
| Название                                                   | Год  | US R&B/HH Bub.           | NZ Heat.                 | Сертификаты     | Альбом             |
| ---------------------------------------------------------- | ---- | ------------------------ | ------------------------ | --------------- | ------------------ |
| «Dat Stick»                                                | 2016 | 4                        | —                        | - RIAA: золотой | сингл              |
| «Who That Be»                                              | 2016 | —                        | —                        |                 | сингл              |
| «Dat Stick» (Remix) (при участии Ghostface Killah и Pouya) | 2016 | —                        | —                        |                 | сингл              |
| «Seventeen»                                                | 2016 | —                        | —                        |                 | сингл              |
| «Back At It»                                               | 2017 | —                        | —                        |                 | сингл              |
| «Gospel» (совместно с Keith Ape и XXXTentacion)            | 2017 | 7                        | 4                        |                 | сингл              |
| «Glow Like Dat»                                            | 2017 | —                        | 7                        |                 | Amen               |
| «Chaos»                                                    | 2017 | —                        | —                        |                 | Amen               |
| «Crisis» (при участии 21 Savage)                           | 2017 | —                        | 10                       |                 | сингл              |
| «See Me»                                                   | 2018 | —                        | —                        |                 | Amen               |
| «18» (совместно с Крис Ву, Joji, Trippie Redd и Baauer)    | 2018 | —                        | —                        |                 | сингл              |
| «Watch Out!»                                               | 2018 | —                        | —                        |                 | сингл              |
| «History»                                                  | 2018 | —                        | —                        |                 | Head in the Clouds |
| «Yellow» (при участии Bekon)                               | 2019 | —                        | —                        |                 | The Sailor         |
| «Kids»                                                     | 2019 | —                        | —                        |                 | The Sailor         |

#### В качестве приглашенного исполнителя
| Название                                                                                            | Год  | Альбом                 |
| --------------------------------------------------------------------------------------------------- | ---- | ---------------------- |
| «Turbo Thot 3000» (MaxxJamez при участии Parade, Klimatic Jay, Boy Gwaan и Rich Chigga)             | 2016 | сингл                  |
| «Midsummer Madness» (88rising при участии Joji, Rich Brian, Higher Brothers, Kyle Chan и August 08) | 2018 | Head in the Clouds     |
| «Zombie» (Higher Brothers при участии Rich Brian)                                                   | 2019 | Five Stars             |
| «These Nights» (88rising при участии Чон Ха и Rich Brian)                                           | 2019 | Heads in the Clouds II |
| «Titanic» (Джексон Ван при участии Rich Brian)                                                      | 2019 | Mirrors                |

### Другие песни в чартах
| Название      | Год  | Высшая позиция в чартах | Высшая позиция в чартах | Альбом     |
| Название      | Год  | IDN                     | NZHot                   | Альбом     |
| ------------- | ---- | ----------------------- | ----------------------- | ---------- |
| «100 Degrees» | 2019 | 4                       | 39                      | The Sailor |

### Гостевые выступления
| Название   | Год  | Другой исполнители           | Альбом |
| ---------- | ---- | ---------------------------- | ------ |
| «Bankroll» | 2017 | Дипло, Янг Таг, Rich the Kid | сингл  |

### Ремиксы
| Название                              | Год  | Другие исполнители    |
| ------------------------------------- | ---- | --------------------- |
| «Working for It» (Remix)              | 2017 | Zhu, Скриллекс, THEY. |
| «IDGAF» (Rich Brian and Diablo remix) | 2018 | Дуа Липа              |